# Cercles de l'Enfer

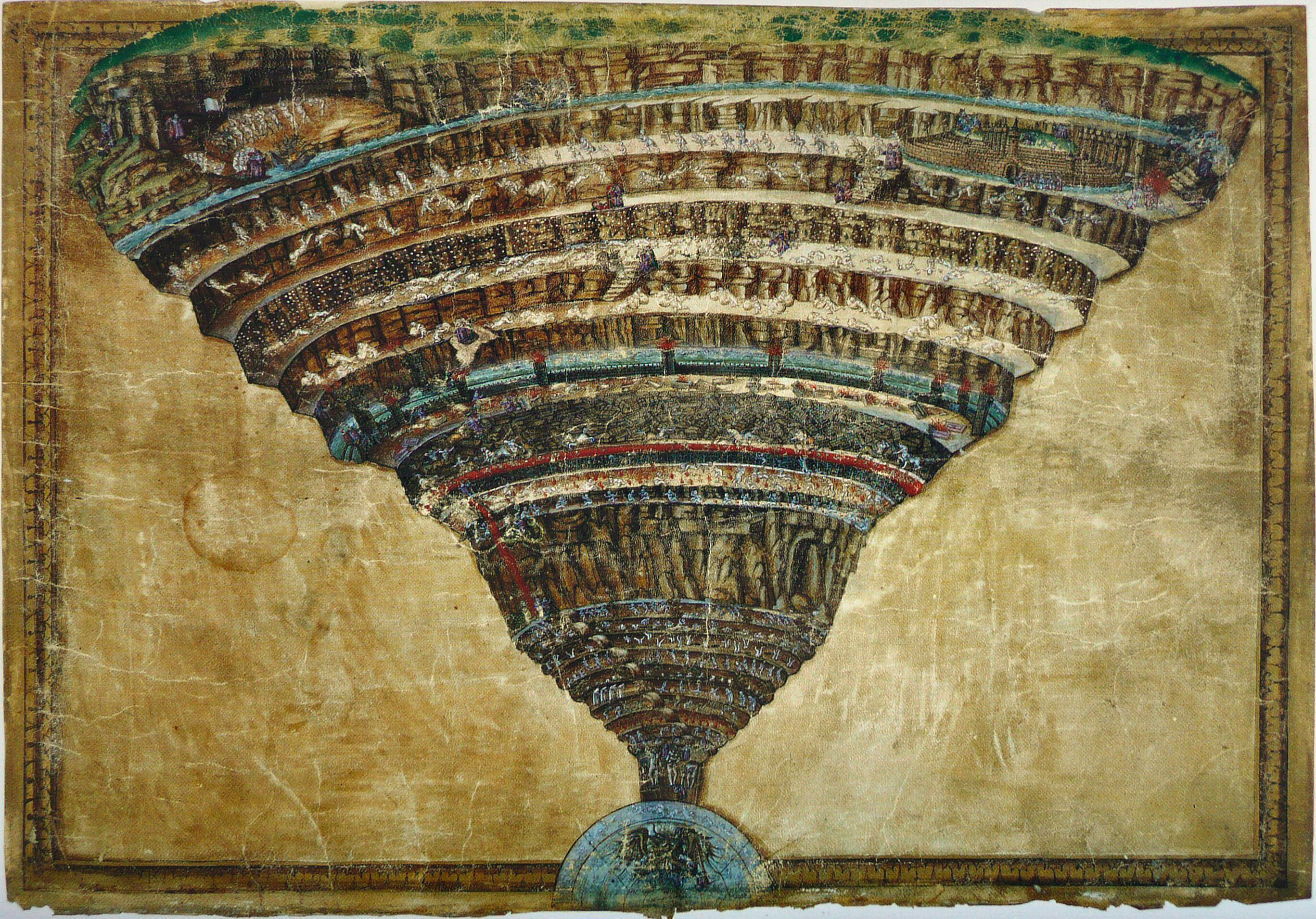
La carte de l'Enfer : l'Enfer vu par Sandro Botticelli, illustration d'un manuscrit de la Divine Comédie, vers 1485–1495.

Les cercles de l'Enfer sont neuf zones circulaires concentriques et superposées constituant l'Enfer imaginé par Dante Alighieri et décrit dans la première partie de la Divine Comédie. Dans chaque cercle sont punis ceux dont la vie fut entachée d'un type de péché bien défini. La subdivision en neuf zones se réfère aux pensées aristotélicienne et thomiste[réf. nécessaire]

## Ante-enfer
Pour un article plus général, voir Divine Comédie.
Avant d'accéder aux cercles de l'Enfer proprement dits, Dante se trouve égaré dans une forêt située sur une colline, « au milieu du chemin de notre vie » (« nel mezzo del cammin di nostra vita ») : derrière cette colline se trouve la cité de Jérusalem, sous laquelle est creusé l'immense gouffre de l'Enfer. On y entre en passant la Porte de l'Enfer, pénétrant tout d'abord dans l'Ante-enfer, le Vestibule de l'Enfer. Franchissant le fleuve Achéron sur la barque de Charon, on entre enfin dans l'Enfer lui-même. Le Vestibule de l'Enfer est le lieu où les indécis et les couards sont châtiés, harcelés par les guêpes et les frelons, et dévorés au niveau des pieds par les vers.

## Premier cercle: les Limbes
Il s'agit des Limbes dans lequel se trouvent les personnes qui, n'ayant pas reçu le baptême et se trouvant privées de la foi, ne peuvent jouir de la vision de Dieu, mais ne sont néanmoins pas punis pour un quelconque péché. Leur condition sous terre a de nombreuses similitudes avec la conception classique des Champs Élysées.
Selon la doctrine chrétienne, quelques âmes pourront cependant sortir des Limbes et accéder au Paradis : il s'agit des grands patriarches (parmi lesquels on retrouvera dans la troisième partie, le païen Riphée). Ceux-ci ont vécu avant l'avènement du christianisme, mais le Christ les a libérés après sa mort en signe de sa victoire sur le mal et provoquant entre autres des dégâts à l'Enfer (en faisant par exemple s'écrouler tous les ponts de la Malebolge comme l'explique Malacoda à Virgile dans le Chant XXI).
Se trouvent dans ce premier cercle : Homère, Horace, Ovide, Lucain, Électre, Hector, Énée, César, Camille, Penthésilée, Latinus, Lavinia, Lucius Junius Brutus, Lucrèce, Julia, Marcia, Cornelia, Saladin, Aristote, Socrate, Platon, Démocrite, Diogène de Sinope, Anaxagore, Thalès, Empédocle, Héraclite, Zénon d'Élée, Dioscoride, Orphée, Cicéron, Linos, Sénèque, Euclide, Ptolémée, Hippocrate, Avicenne, Galien et Averroès.
Dans le Chant XXII du Purgatoire Virgile nomme ses autres compagnons du Limbe dans une conversation avec le poète latin Stace : Térence, Caecilius Statius, Plaute, Varron), Perse, Euripide, Antiphon, Simonide de Céos, Agathon, Antigone, Déiphile, Argie, Ismène, Hypsipyle, Manto (Dante parle ici de la « fille de Tirésias » : il semble que le poète se soit mépris, car il l'a précédemment située avec les devins dans le Chant XXVI de l'Enfer), Thétis, Déidamie.

## Deuxième cercle: luxure
Le deuxième cercle est décrit dans le chant V. Minos se tient à l'entrée de ce cercle : chaque âme damnée se présente devant lui afin de se confesser et, en fonction du péché, il envoie l'âme vers le lieu qu'il convient dans l'Enfer. Dante reprend Minos, roi de Crète connu pour sa sévérité et pour son sens de la justice, des écrits d'Homère qui le plaçait dans l'Hadès comme juge des âmes.

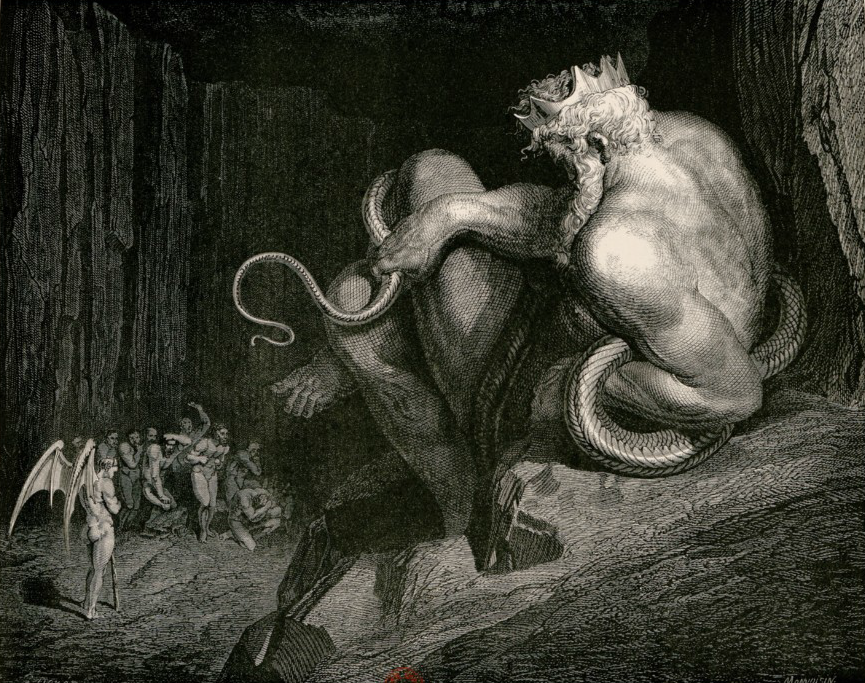
Là, Minos siège, terrible et grondant Dessin de Gustave Doré, gravure sur bois de Gaston Monvoisin, 1861.

Le sort des âmes damnées (appelés les « luxurieux ») dans ce cercle est d'être balayées par des vents sans relâche. Le péché de ces âmes est celui d'avoir soumis la raison à leurs appétits charnels, d'avoir commis le péché de chair. Parmi eux se trouvent les âmes de Sémiramis, Cléopâtre, Didon, Hélène de Troie, Pâris, Tristan, Francesca da Rimini et Paolo Malatesta. Dans un échange entre Dante et Francesca da Rimini, une mention est faite des amours de Guenièvre, femme du roi Arthur, avec Lancelot.

## Troisième cercle: gourmandise
Ceux envoyés dans ce cercle sont les gloutons : ils se retrouvent immergés dans la boue, sous une pluie et une grêle sans trêve, mordus et griffés par Cerbère, troisième gardien de l'Enfer. Y figure notamment Marie de Bathéchor, femme juive du Ier siècle réputée pour avoir mangé son fils.

## Quatrième cercle: avarice
Les avares et les prodigues, divisés en deux groupes destinés à se disputer éternellement, roulent des tas de pierres tout autour du cercle, en se criant des injures.

## Cinquième cercle: colère
Cercle du Styx, dans les eaux boueuses duquel sont punis les coléreux et les indifférents qui rêvent maintenant de n'être jamais nés. Les deux poètes sont transportés sur la rive opposée par la barque de Phlégias, quatrième gardien de l'Enfer.
« Leur sort est de croupir immergés dans les eaux boueuses du Styx.
Combien sont-ils là-haut, vivant comme des princes
qui deviendront un jour des porcs dans le bourbier,
laissant pour souvenir un horrible mépris ? »
Après les mille démons, les trois Furies gardent les remparts de Dité derrière lesquels on accède aux quatre derniers cercles de l’Enfer (Chant IX).

## Sixième cercle: hérésie
Là se dresse la cité de Dité, dans laquelle sont punis les pécheurs conscients de leur péché. Devant la porte fermée de la ville, les deux amis sont bloqués par les démons et les Érinyes ; ils n'entrent que grâce à l'intervention de l'archange Michel et voient alors comment sont châtiés ceux « che l'anima col corpo morta fanno » (« qui font mourir l'âme avec le corps »), c'est-à-dire les épicuriens et les hérétiques enterrés et brûlés dans un brasier sans fin. 
Dante condamne comme hérétiques tous les hommes assez présomptueux pour faire de leur pensée et de leur volonté propres la mesure de toute chose.
L’esprit de parti est dénoncé dans le personnage de Farinata degli Uberti qui aima passionnément sa patrie, mais ne laissa dans son sillage que haine et esprit de vengeance.
Sans la grâce divine, sans la charité, la volonté verse dans des excès tyranniques. À la fin du Chant XI, Virgile explique à Dante l’ordonnance de l’enfer selon l’échelle des maux pensée par Aristote.

## Septième cercle: violence
Au-delà de la ville, le poète et son guide descendent vers le septième cercle le long d'un ravin escarpé (« alta ripa »), au fond duquel se trouve le troisième fleuve infernal, le Phlégéthon, un fleuve de sang en ébullition où sont ébouillantés les damnés. Ce fleuve constitue le premier des trois « girons » qui divisent le septième cercle ; y sont punis les violents, parmi lesquels le Minotaure, tué par Thésée avec l'aide d'Ariane.
Sur l'autre rive du fleuve se trouve le deuxième giron que Dante et Virgile rejoignent grâce à l'aide du centaure Nessus ; ici se tiennent les violents contre eux-mêmes, les suicidés transformés en arbustes secs, éternellement déchirés par les Harpies ; parmi eux se trouve Pier della Vigna ; dans le giron également sont les gaspilleurs, poursuivis et dévorés par des loups.
Le troisième et dernier giron, est une lande brûlante où séjournent les violents contre Dieu, la nature et l'art mais aussi les blasphémateurs, gisant sous une pluie de feu ; les sodomites (parmi lesquels Brunetto Latini), condamnés à courir dans le désert ; et les usuriers, forcés de s'asseoir sur les flammes.

## Huitième cercle: ruse et tromperie
Appelé Malebolge, où sont punis les fraudeurs.
Le huitième cercle est divisé en dix bolges ; chaque bolge est un fossé circulaire. Les cercles sont concentriques, creusés dans la roche et descendant en terrasses vers le bas. À leur base s'ouvre le Pozzo dei Giganti (le « puits des Géants »). Dans les bolges sont punis les ruffians et séducteurs, adulateurs et flatteurs, fraudeurs et simoniaques, devins et ensorceleurs, concussionnaires, hypocrites, voleurs, conseillers fourbes — parmi lesquels Ulysse et Diomède.

### Première fosse: ruffians et séducteurs (XVIII)
Dans le premier fossé, les pécheurs courent, harcelés et fouettés par les démons. Dante reconnaît un citoyen de Bologne, une sorte de fourbe entremetteur qui avait fait marché de sa sœur. Plus loin, au milieu des fourbes qui ont pratiqué la séduction, Jason se fait remarquer par son grand air et sa royale attitude.

### Deuxième fosse: flatteurs et adulateurs (XVIII)
Les deux poètes, en suivant toujours le pont de rochers, atteignent le second fossé, hideux cloaque d'immondices où sont plongés les flatteurs.

### Troisième fosse: les simoniaques (XIX)
Dans la troisième fosse sont enfermés les simoniaques, qui trafiquent des choses saintes. Ils sont plongés dans des trous étroits, la tête en bas, les pieds en l'air et flambants. À mesure qu'un pécheur arrive, comme un clou chasse l'autre, il pousse plus au fond celui qui l'a précédé. Virgile porte Dante jusqu'au bord d'un de ces trous, d'où sortent les jambes d'un damné qui s'agite plus violemment que les autres. C'est le pape Nicolas III. En entendant approcher Dante, il le prend pour Boniface VIII qui lui a succédé sur la terre et qui doit aussi le rejoindre et prendre sa place en Enfer. Le poète le détrompe, et ne pouvant contenir son indignation, il accable d'énergiques imprécations le pontife prévaricateur.

### Quatrième fosse: devins et sorciers (XX)
Ici sont punis les sorciers et les devins, autre espèce de fourbes. Leur tête est disloquée et tournée du côté du dos ; ils ne peuvent plus que regarder en arrière, eux qui sur la terre prétendaient lire l'avenir. Ils s'avancent à reculons en pleurant, et les pleurs qu'ils répandent tombent derrière eux. Virgile désigne à Dante les plus fameux d'entre ces damnés. Il retient son attention sur la sibylle Manto, qui a donné son nom à Mantoue, la patrie du poète romain.

### Cinquième fosse:concussionnairesetprévaricateurs(XXI,XXII)
Ici sont les autres fourbes et prévaricateurs. Ils sont plongés dans une poix bouillante, des troupes de démons (les Malebranche) les surveillent du bord et repoussent à coup de fourche au fond de l'ardent bitume les malheureux qui essayent de remonter à la surface. En voyant s'approcher Dante et Virgile, ces démons se précipitent sur eux en fureur; Virgile les apaise. Le chef de la troupe noire, Malacoda, apprend alors aux voyageurs que le pont de rochers est brisé un peu plus loin et ne peut plus leur servir de passage. Il leur indique un détour qu'ils devront suivre, et leur donne une escorte.
Dante et Virgile, escortés par les démons, continuent leur route et font tout le tour du cinquième fossé. Épisode grotesque : Un damné du pays de Navarre, qui par malheur a sorti sa tête au-dessus du lac de bitume, est saisi par les démons; il va être mis en pièces quand il s'avise d'une ruse qui lui réussit. Il propose d'attirer à la surface, en sifflant plusieurs de ces compagnons toscans et lombards. À cette proposition, les démons qui se flattent d'avoir à déchirer une proie plus considérable, lâchent prise et se tiennent à l'écart pour ne pas effaroucher les victimes qui leur sont promises. Mais le Navarrais, délivré de leurs griffes, s'élance dans la poix et disparait. Les démons le poursuivent sans réussir à l'atteindre. Furieux, ils se battent entre eux et finissent par tomber eux-mêmes dans la poix bouillante.

### Sixième fosse: hypocrites (XXIII)
Dante et Virgile, délivrés de leur terrible escorte, descendent dans le sixième fossé, séjour des hypocrites. Les ombres de ces damnés s'avancent lentement, couvertes d'amples chapes qui semblent au dehors brillantes et dorées, mais qui sont de plomb et dont le poids les écrase. Dante interroge deux de ces ombres: ce sont celles de deux moines de l'ordre des Joyeux. Un peu plus loin, il voit un damné crucifié et couché par terre et que les autres ombres foulent en passant : c'est Caïphe, grand prêtre des juifs ; au lieu de porter la chape, il endure le supplice qu'il infligea à Jésus Christ. Tous les membres du sanhédrin qui participèrent à la sentence, faux zélés comme lui, sont condamnés à la même torture.

### Septième fosse: les voleurs (XXIV,XXV)
Dante, soutenu par Virgile, arrive en suivant une montée escarpée et pénible au septième fossé où sont punis les voleurs. Les ombres s'enfuient, nues et épouvantées, dans l'enceinte jonchée d'horribles reptiles qui les poursuivent, les atteignent, les enlacent de leurs anneaux. Dante en vit une qui, sous la morsure d'un serpent, tomba consumée sur le sol pour renaître sur-le-champ de ses cendres. L'ombre se fit connaître : c'était Vanni Fucci, un voleur sacrilège. Il prédit à Dante le triomphe des Noirs, à Florence, qui devait précéder l'exil du poète.
Le voleur ayant achevé de parler, il s'enfuit en blasphémant. Un Centaure, vomissant des flammes, le poursuivit. Trois autres esprits se présentèrent et un reptile monstrueux s'élança sur l'un d'eux, l'enveloppa, l'embrassa dans une horrible étreinte, tant que les deux substances finirent par se confondre. Un autre serpent vint percer l'un des deux autres esprits et ici, par une métamorphose d'un nouveau genre, l'homme devint serpent et le serpent se changea en homme.

### Huitième fosse: conseillers et fraudeurs (XXVI,XXVII)
Les deux hommes arrivèrent à la huitième fosse; ils y virent briller une infinité de flammes dont chacune enveloppait comme un vêtement un pécheur qu'elles dérobaient à la vue. C'est ainsi que sont punis les fourbes, mauvais conseillers, instigateurs de perfidie et de trahison. Une de ces langues de feu, se partageant comme en deux branches vers son extrémité, renfermait deux ombres à la fois : celle d'Ulysse et celle de Diomède. À la prière de Virgile, Ulysse raconte ses courses aventureuses, son naufrage et sa mort.
Ulysse s'éloigna ; une autre ombre du même fossé s'avançait en gémissant, emprisonnée également dans une flamme. C'est le fameux comte Guido da Montefeltro. Il interrogea Dante sur le sort de la Romagne, sa patrie, et lui fit le récit de ses fautes qu'il expiait si cruellement dans le fossé des mauvais conseillers.

### Neuvième fosse: semeurs de scandales et de schisme (XXVIII)
Ici sont punis les fourbes qui divisent les hommes : hérésiarques, faux prophètes, fauteurs de scandales et de discordes. Leur châtiment est analogue à leur crime. Leurs membres, coupés et divisés à coups de glaive, pendent plus ou moins mutilés, plus ou moins séparés de leur corps, selon qu'ils ont excité de plus ou moins graves divisions sur la Terre. Rencontre de Bertrand de Born, Mahomet, et d'autres damnés de la même catégorie.

### Dixième fosse: les alchimistes (XXIX)
Les deux poètes arrivèrent à la cime du pont qui domine le dernier des dix fossés du cercle de la Fourberie. Assaillis par des plaintes déchirantes, ils descendirent jusqu'au bord du fossé et découvrirent des âmes gisant et se traînant, rongées d'ulcères, dévorées par la lèpre. Cette lèpre, alliage impur de leur chair, rappelait leurs crimes. Ce sont les alchimistes et les faussaires. Deux de ces damnés, Griffolino d'Arezzo et Capocchio, attirent l'attention de Dante.

## Neuvième cercle: trahison

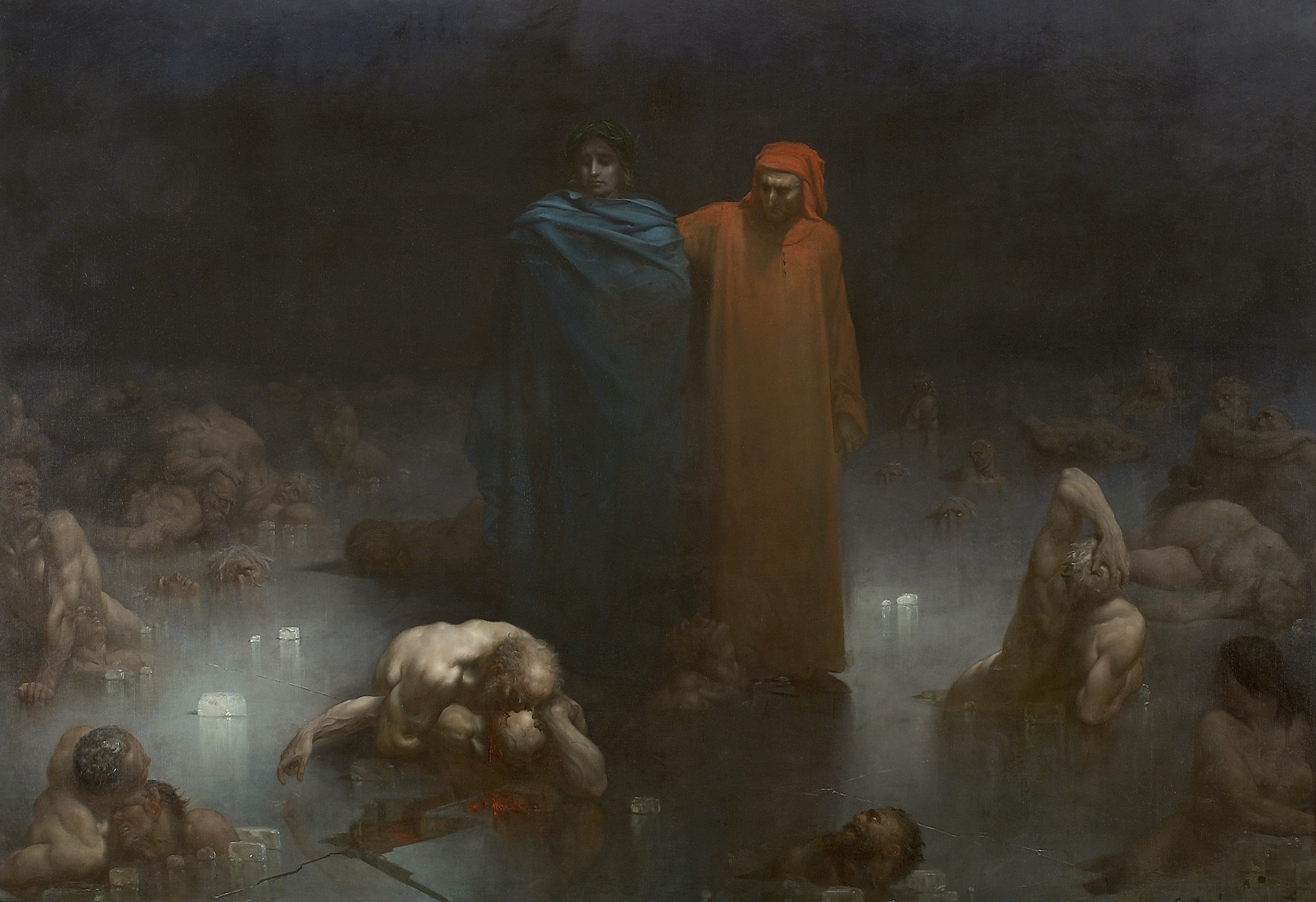
Dante et Virgile dans le neuvième cercle de l'Enfer, par Gustave Doré en 1861.

Lucifer y réside. Ce cercle est divisé en quatre « zones » couvertes par les eaux gelées du Cocyte.
Dans la première zone, appelée « Caïnie » (de Caïn qui tua son frère Abel), sont punis les traîtres ayant trompé leurs familles, enfouis dans la glace jusqu'à la taille.
Dans la deuxième, « Anténore » (d'Anténor qui livra le palladium de Troie aux ennemis grecs) se tiennent les traîtres ayant roulé leurs pays, enfouis jusqu'au cou.
Dans la troisième, la « Ptolémaïe » (du roi Ptolémée XIII qui, au temps de Jules César, tua son hôte Pompée) se trouvent les traîtres ayant manqué d'hospitalité à leurs hôtes, dont seules les têtes sont à l'air libre.
Enfin dans la quatrième, la « Judaïe » (de Judas qui trahit Jésus) sont punis les traîtres ayant trahi leurs bienfaiteurs, complètement congelés.
Au centre de la Judaïe, les trois têtes de Satan dévorent éternellement Brutus, Cassius (assassins de Jules César) et Judas.

## Source
- (it) Cet article est partiellement ou en totalité issu de l’article de Wikipédia en italien intitulé « Cerchi dell'Inferno » (voir la liste des auteurs).